# Cusancin
Le Cusancin est une rivière française qui coule dans le département du Doubs. C'est un affluent du Doubs en rive gauche, donc un sous-affluent du Rhône, par le Doubs et la Saône.

## Géographie
Le Cusancin prend naissance sur le territoire de la localité de Cusance, dans le département du Doubs. Fruit de deux résurgences, il naît dans le site du Val de Cusance, de deux sources : la source bleue et la source noire. 
Dans la première partie de son cours, il suit la direction de l'ouest, avant de pivoter d'un quart de tour vers le nord au niveau de Pont-les-Moulins. Son cours s'orne de nombreux méandres et de remarquables nassis dus à la quantité de calcaire dissous dans son eau.
Il se jette dans le Doubs (rive gauche) à Baume-les-Dames.

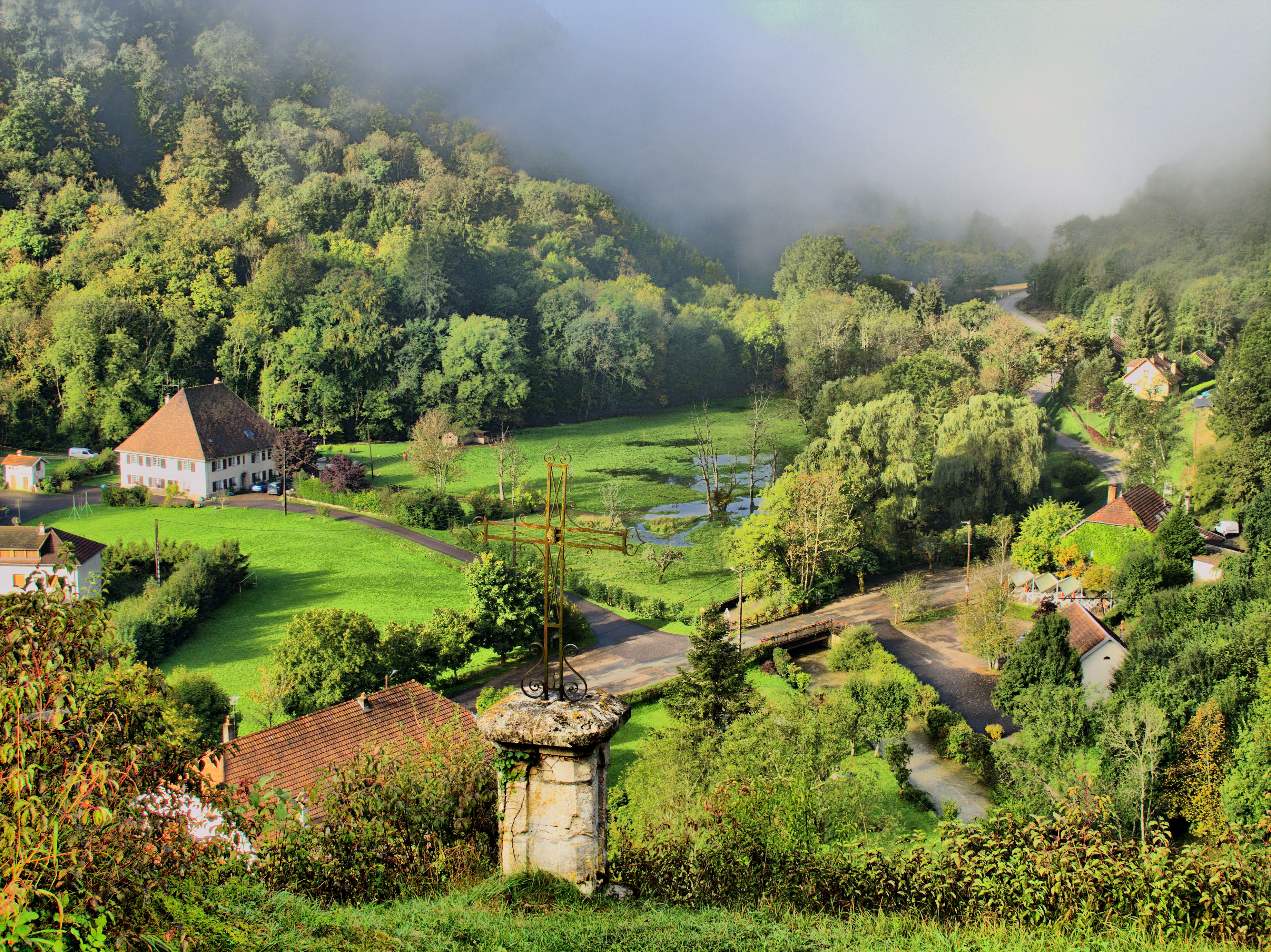
Matin brumeux au Val de Cusance.
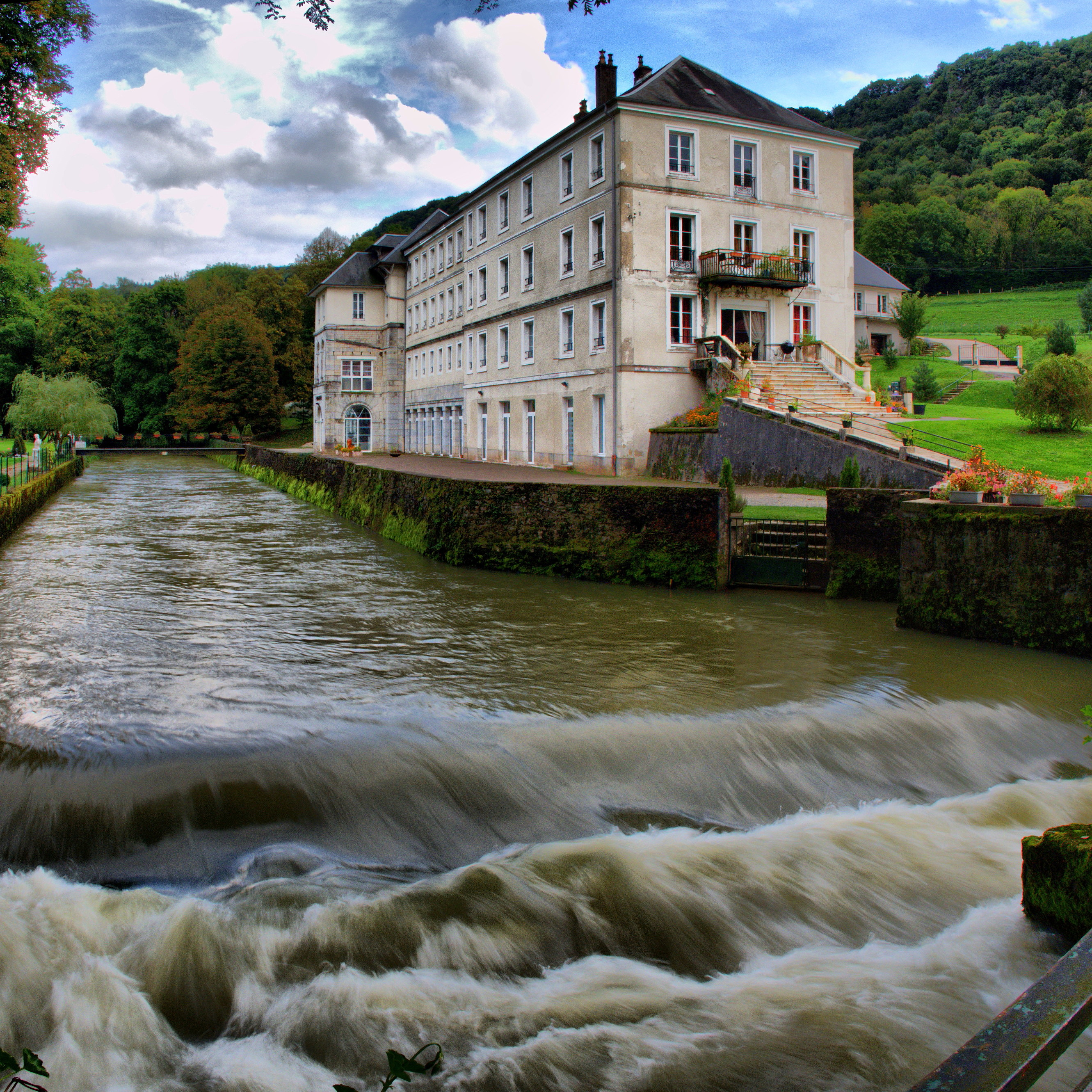
Le Cusancin canalisé devant les anciens Thermes de Guillon-les-Bains.
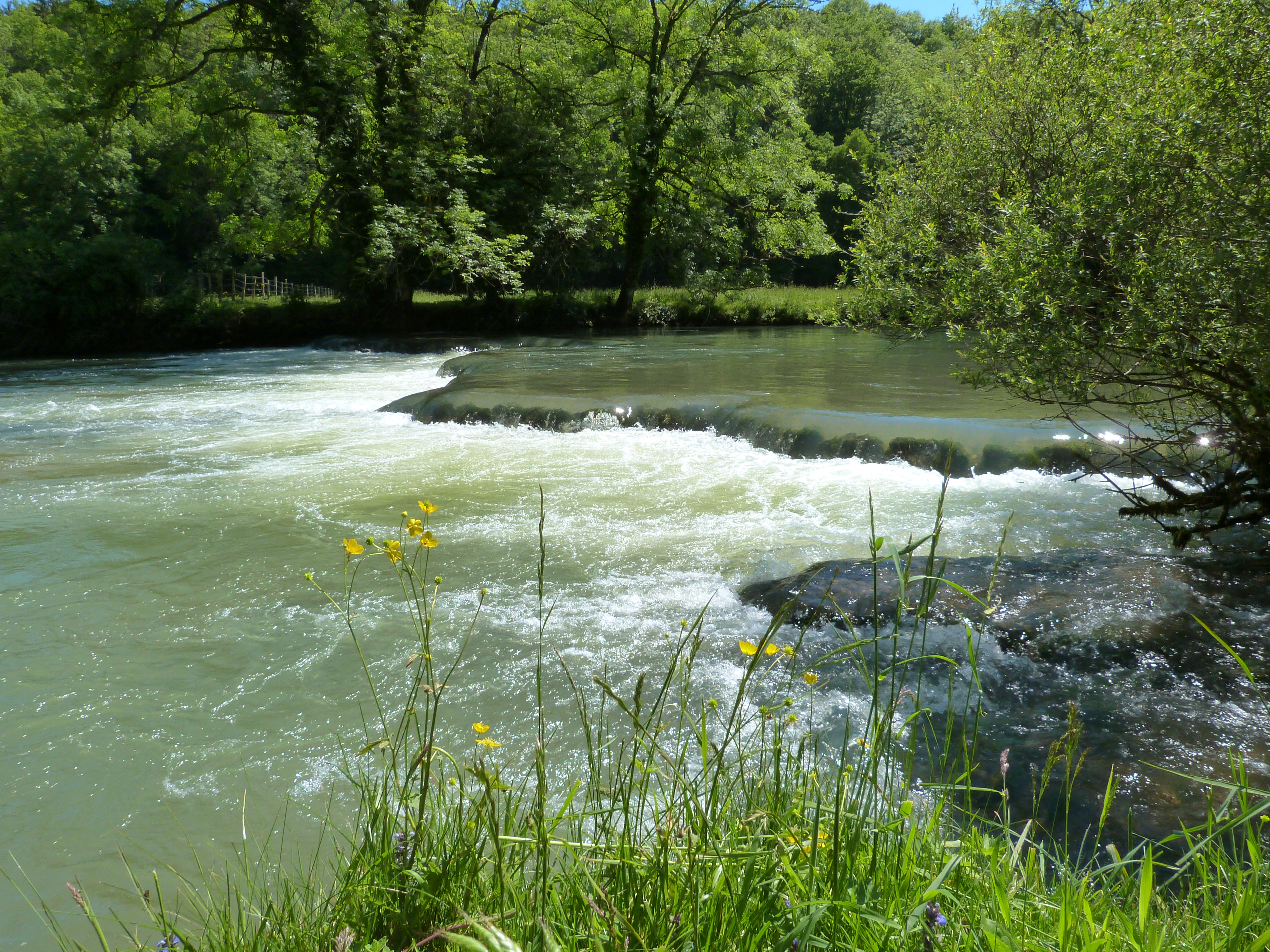
Nassi sur le Cusancin en aval de Pont-les-Moulins.
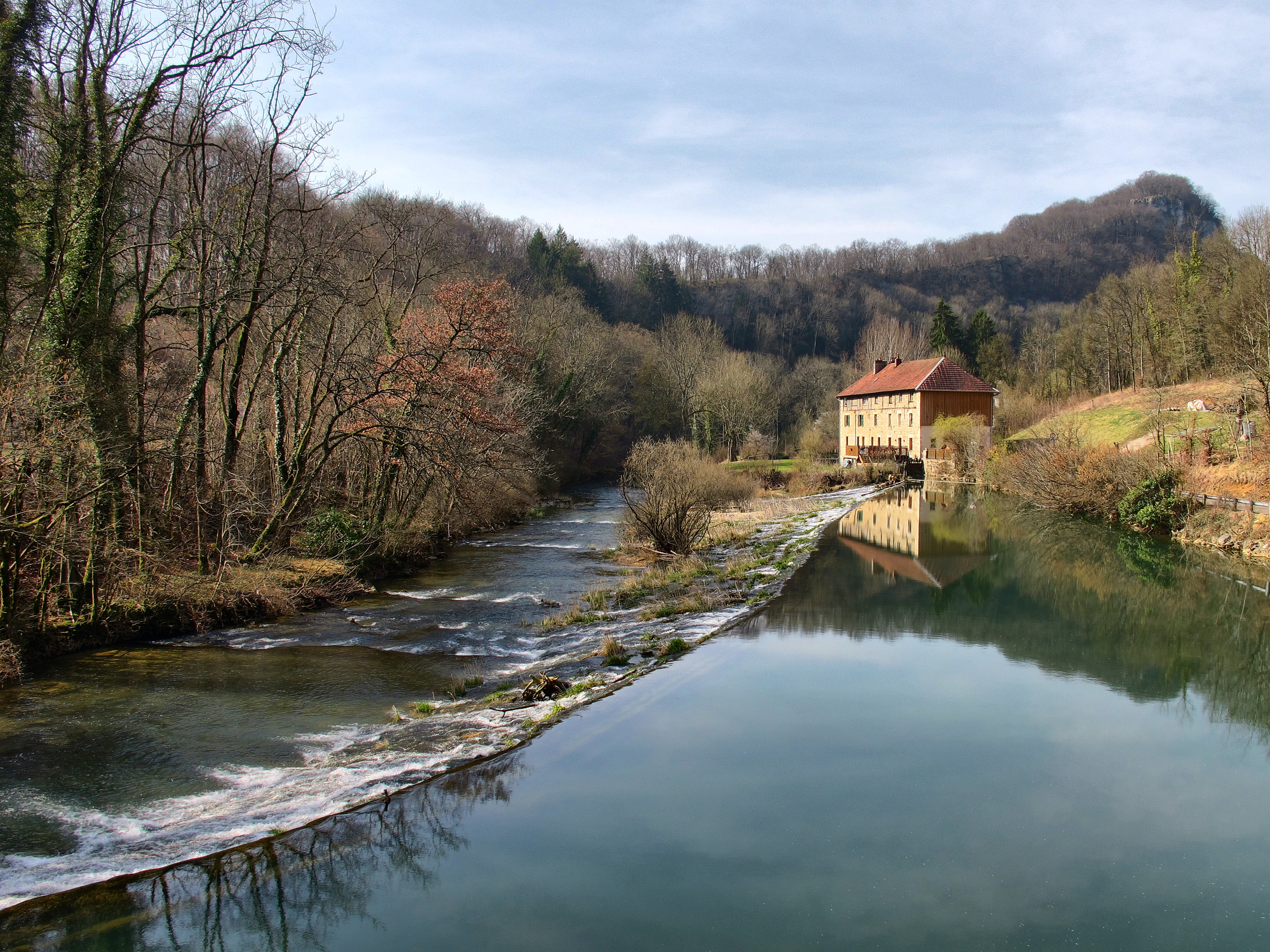
Le dernier moulin sur le Cusancin avant sa confluence avec le Doubs.

## Affluents
Le Cusancin a deux affluents référencés dans le SANDRE :
- Le torrent des Alloz[2] en rive droite
- Le Sesserant[3] (dont l'affluent est l'Audeux) en rive gauche.

Donc son rang de Strahler est de trois.

## Communes traversées
Le Cusancin traverse quatre communes, toutes dans le département du Doubs : Cusance ; Guillon-les-Bains ; Pont-les-Moulins ; Baume-les-Dames.

## Hydrologie
Le Cusancin est une rivière très abondante, comme presque tous les cours d'eau issus du massif du Jura. Son débit a été observé pendant 50 ans (1969-2019), à Baume-les-Dames (Doubs), située au niveau de son confluent avec le Doubs, 30 kilomètres en amont de Besançon. Le bassin versant de la rivière est de 358 km2.
Le module de la rivière à Baume-les-Dames est de 7,39 m3/s.

Le Cusancin présente des fluctuations saisonnières de débit assez marquées, comme bien souvent dans le Jura. Les hautes eaux se produisent de la fin de l'automne au début du printemps, avec des débits mensuels moyens allant de 9,12 et 12,1 m3/s, de novembre à avril inclus (avec un double sommet en décembre et en février). Dès le mois d'avril, le débit moyen baisse progressivement jusqu'à la période des basses eaux de fin juin à fin septembre, accompagnée d'une baisse du débit moyen mensuel allant jusqu'à 2,14 m3/s au mois d'août. Mais les fluctuations sont plus prononcées selon les années et sur de plus courtes périodes.
Ainsi à l'étiage, le VCN3 peut chuter jusque 0,270 m3/s, en cas de période quinquennale sèche, soit 270 litres par seconde, ce qui commence à être sévère, mais correspond aux normes des cours d'eau du Jura.
Les crues peuvent être très importantes, compte tenu de la petite taille du bassin versant de la rivière. Les QIX 2 et QIX 5 valent respectivement 60 et 69 m3/s. Le QIX 10 est de 74 m3/s, le QIX 20 de 80 m3/s et le QIX 50 de 97 m3/s.
Le débit instantané maximal enregistré à la station hydrométrique de Baume-les-Dames a été de 76,8 m3/s le 9 mai 1985, tandis que la valeur journalière maximale était de 72,6 m3/s le 26 mai 1983. En comparant la première de ces valeurs à l'échelle des QIX de la rivière, il ressort que cette crue de mai 1985 n'était même pas vicennale, et donc pas du tout exceptionnelle.
Le Cusancin est une rivière abondante, alimentée par des précipitations tout aussi abondantes dans la région. La lame d'eau écoulée dans son bassin versant est de 675 millimètres annuellement, ce qui est fort élevé, nettement supérieur tant à la moyenne de la totalité du bassin de la Saône (501 millimètres) qu'à la moyenne d'ensemble de la France, mais reste inférieur à la moyenne du bassin de la Loue sa voisine (907 millimètres). Le débit spécifique (ou Qsp) de la rivière atteint 21,3 litres par seconde et par kilomètre carré de bassin.

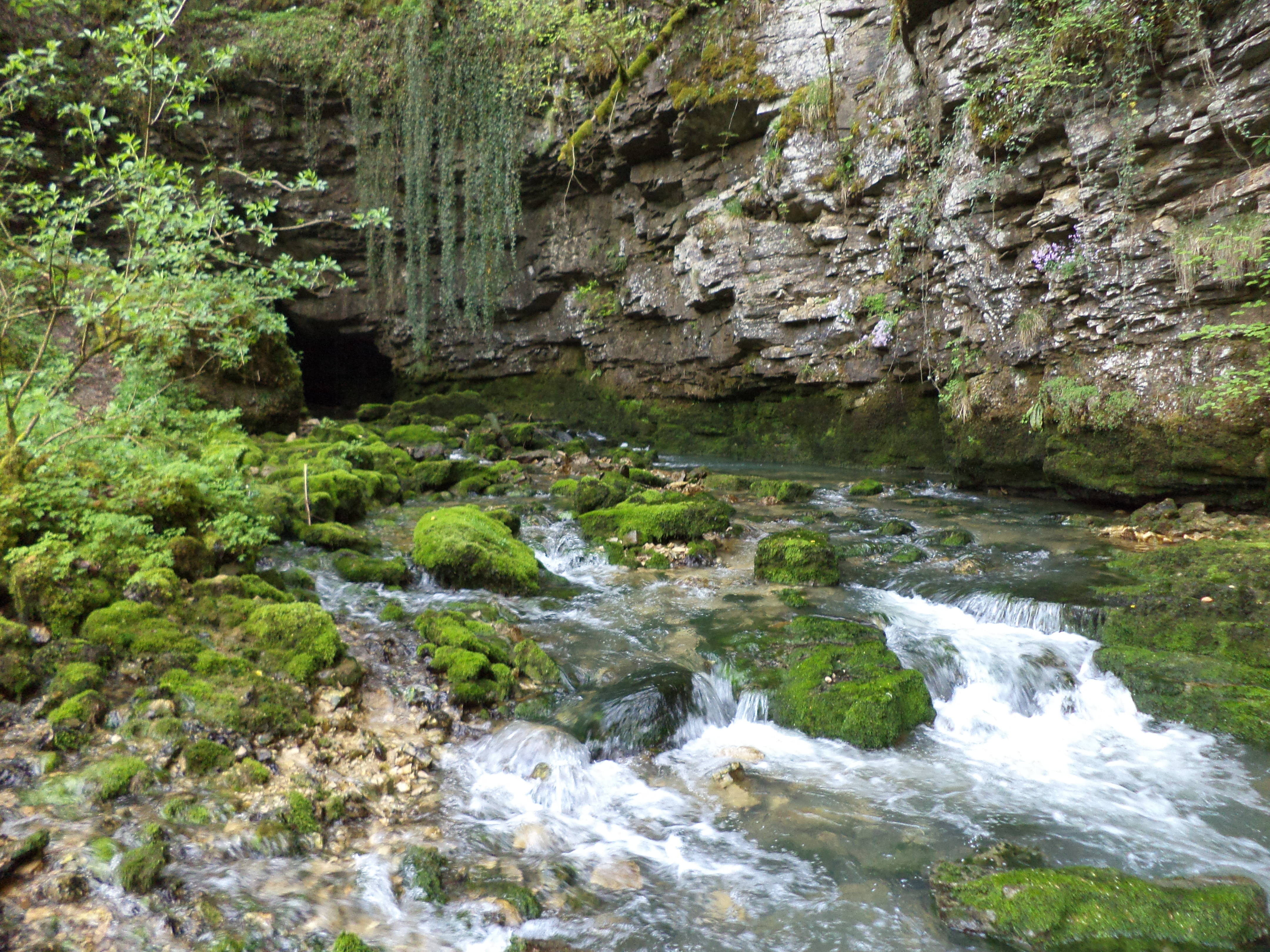
Source du Cusancin.
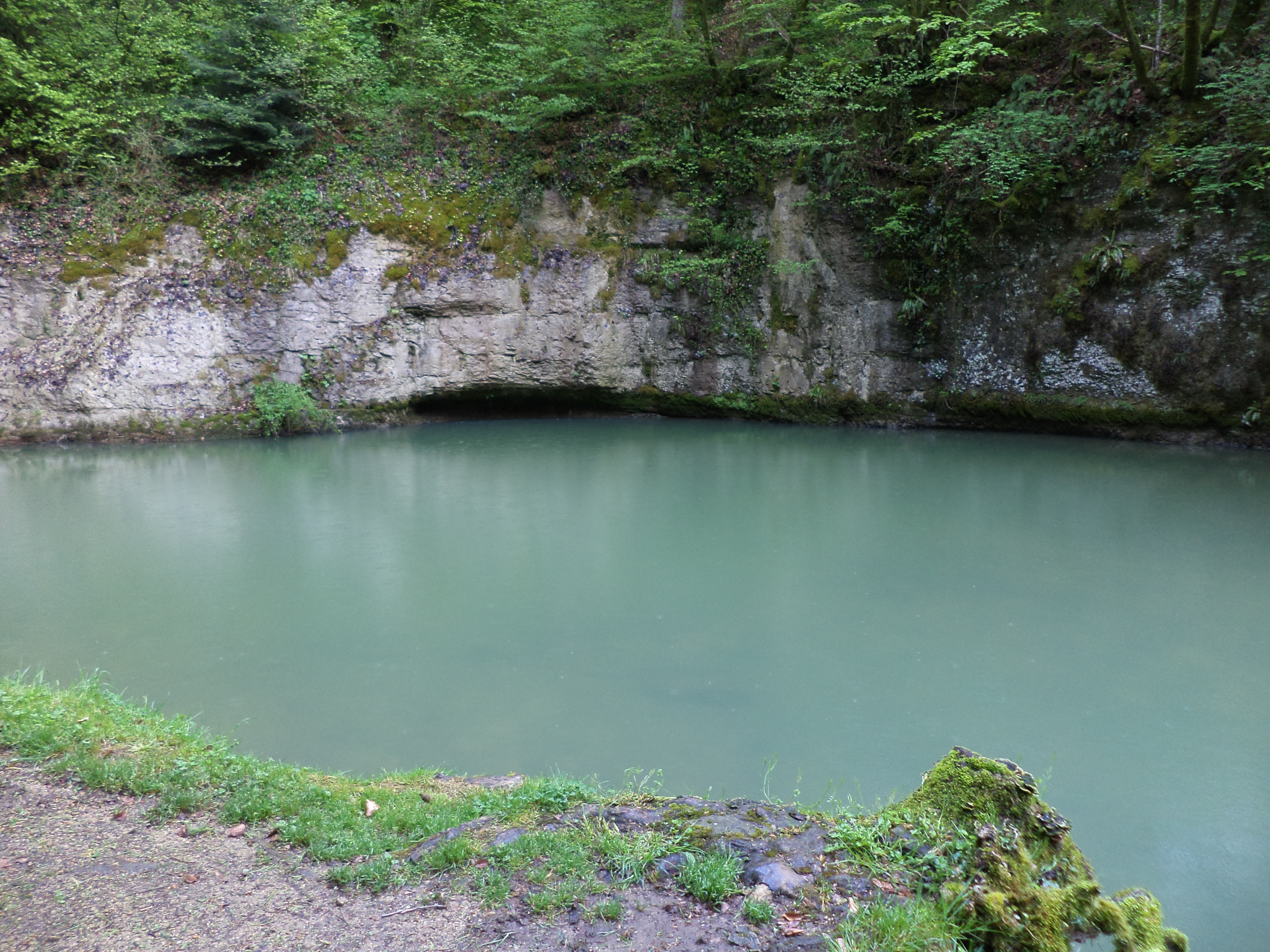
Source Bleue.

## Site classé
La rivière ainsi que sa vallée forment un site classé depuis le 30 avril 1997. L'intérêt de cette protection tient de la diversité sur une petite échelle qu'offre la vallée et les trois grands ensembles qui la compose : 
- le secteur des sources en amont avec la source bleue, la source des Alloz et la source du Cusancin. La confluence de ces sources se fait au hameau dit « du val » ;
- un secteur de vallées resserrées entre le hameau du val et le village de Pont des moulins ;
- un secteur en aval de Pont des Moulins où la vallée s'élargit et où elle s'oriente vers le nord jusqu'à Baume-les-Dames.

L'ensemble forme un site pittoresque à l'abri du passage et donc des dégradations.